# 善学寺 (徳島市)
善学寺（ぜんがくじ）は、徳島県徳島市寺町にある日蓮宗の寺院。山号は長久山。本尊は大曼荼羅。

## 歴史
天文年間（1532年 - 1555年）に細川氏に仕える芝原城主・久米義広が藍園村黒田（現在の徳島市国府町西黒田）に法光寺を創建。1575年（天正3年）に三好長治の勧めで、日形上人により日蓮宗に改宗。その後、長宗我部元親による阿波侵攻の戦火で消失。
1593年（文禄2年）に義広の子の義昌によって現在の寺町に再興。1945年（昭和20年）の徳島大空襲で消失、その後、復興する。

## 交通
- JR「徳島駅」より徒歩で約10分。